# Округа Англии
Округа Англии (также известные как округа местных органов власти или округа местного самоуправления, чтобы отличать их от неофициальных городских округов) — уровни субнационального разделения Англии, которые используются для местного самоуправления . Поскольку структура местного самоуправления в Англии неоднородна, существует четыре основных типа разделения на районный уровень. В общей сложности существует 309 округов, состоящих из 36 метрополитенских районов Англии, 32 районов Лондона, 181 двухуровневого неметропольного округа и 58 унитарных органов власти, а также Лондонского Сити и островов Силли, которые также являются округами, но не соответствуют какой-либо из этих категорий. Некоторые районы называются городами, боро или королевскими округами, это чисто почётные названия, которые не изменяют статус района или полномочий их советов. Все районы и города, а также несколько городских районов возглавляют мэры, которые в большинстве случаев являются церемониальными лицами, избранными окружными советами. После реформы местного самоуправления мэры некоторых районов  стали избираться прямым голосованием и уже они стали принимать большинство политических решений вместо советов.

## История
До создания округов в 1890-х годах основной единицей местного самоуправления в Англии был приход, руководимый приходским советом церкви. Они решали как приходские, так и светские государственные дела. Приходы были наследниками барской системы и исторически объединялись в сотни, которые выполняли определенную надзорную административную функцию. Однако эти полномочия исчезали, поскольку все больше и больше гражданских и судебных полномочий сосредотачивалось в уездных городах . С 1834 года эти приходы были объединены в союзы попечения бедных, образуя области для управления законом о бедных. Впоследствии эти территории были использованы для учёта населения и в качестве баз санитарного обеспечения. В 1894 году был принят Закон «О местном самоуправлении» на основании которого были сформированы городские округа и сельские округа, как подразделения административных округов созданных в 1889 году. В то же время волостное местное управление было передано общинам. Другая реформа 1900 года создала 28 Метрополитенских столичных районов, как подразделения Лондонского графства.
Установление нынешней структуры районов в Англии началось в 1965 году, когда был создан Большой Лондон и его 32 района Лондона. Это самый старый тип района, который все ещё используется. В 1974 году столичные и неметрополисные округа (также известные как «ширские графства») были созданы по всей остальной территории Англии и были разделены на Метрополитенские районы Англии и неметрополисные округа.

## Карта

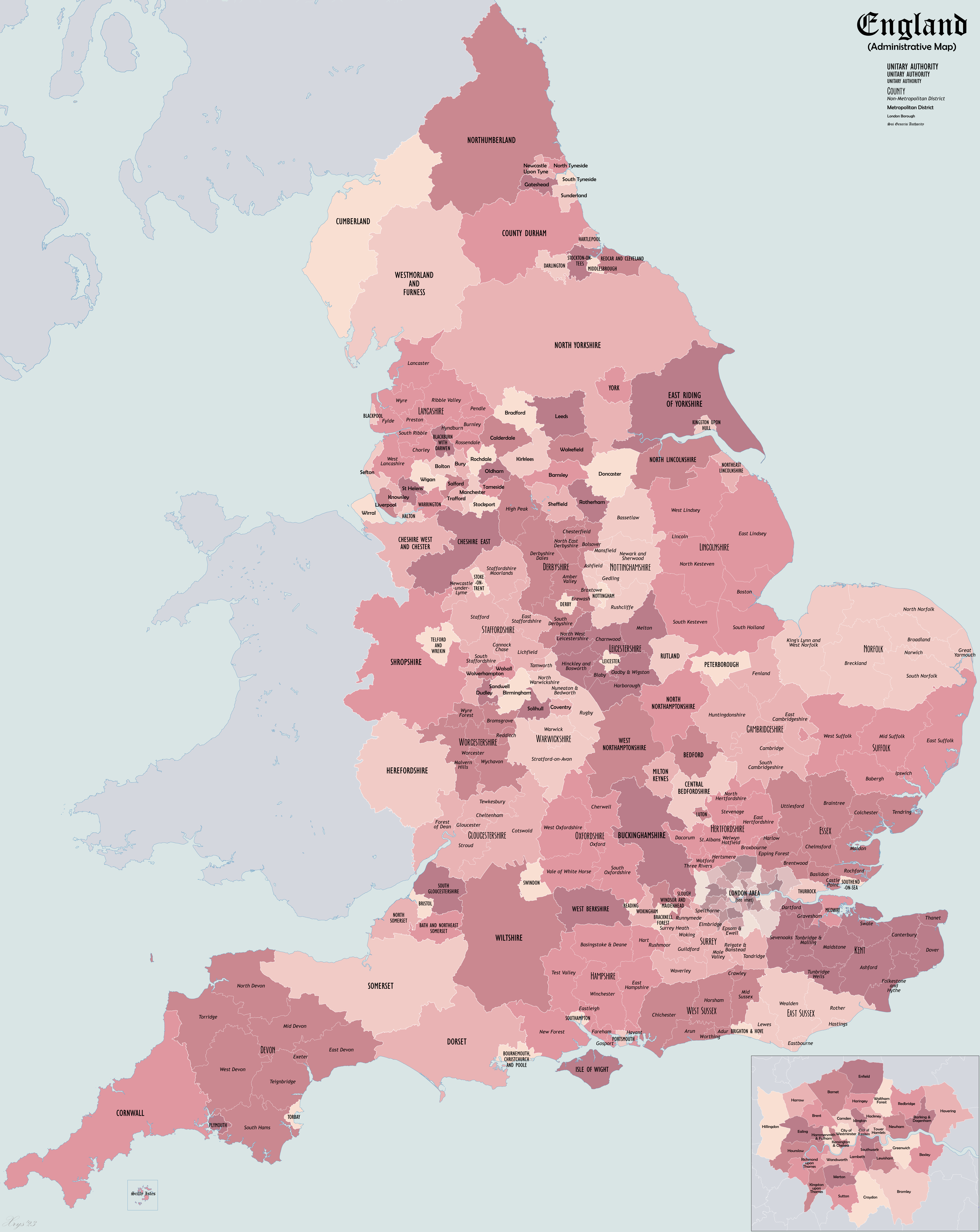
Боро в 2022 году